# فريلينية
الفريلينية (الاسم العلمي: Freylinia) هي جنس من النباتات تتبع الفصيلة الغدبية من رتبة الشفويات.

## أنواع الفريلينية
يحتوي هذا الجنس من النبات على ثانية أنواع مقبولة فقط:
- فريلينية مجعدة
- فريلينية قنفاء
- فريلينية هيلمية
- فريلينية سنانية
- فريلينية مدارية
- فريلينية متموجة
- فريلينية فيسيرية
- فريلينية فلوكية